# جان فرهوون
جان فرهوون (انگلیسی: John Verhoeven؛ زادهٔ) دوچرخه‌سوار اهل بلژیک است.